# Gaston Salvayre

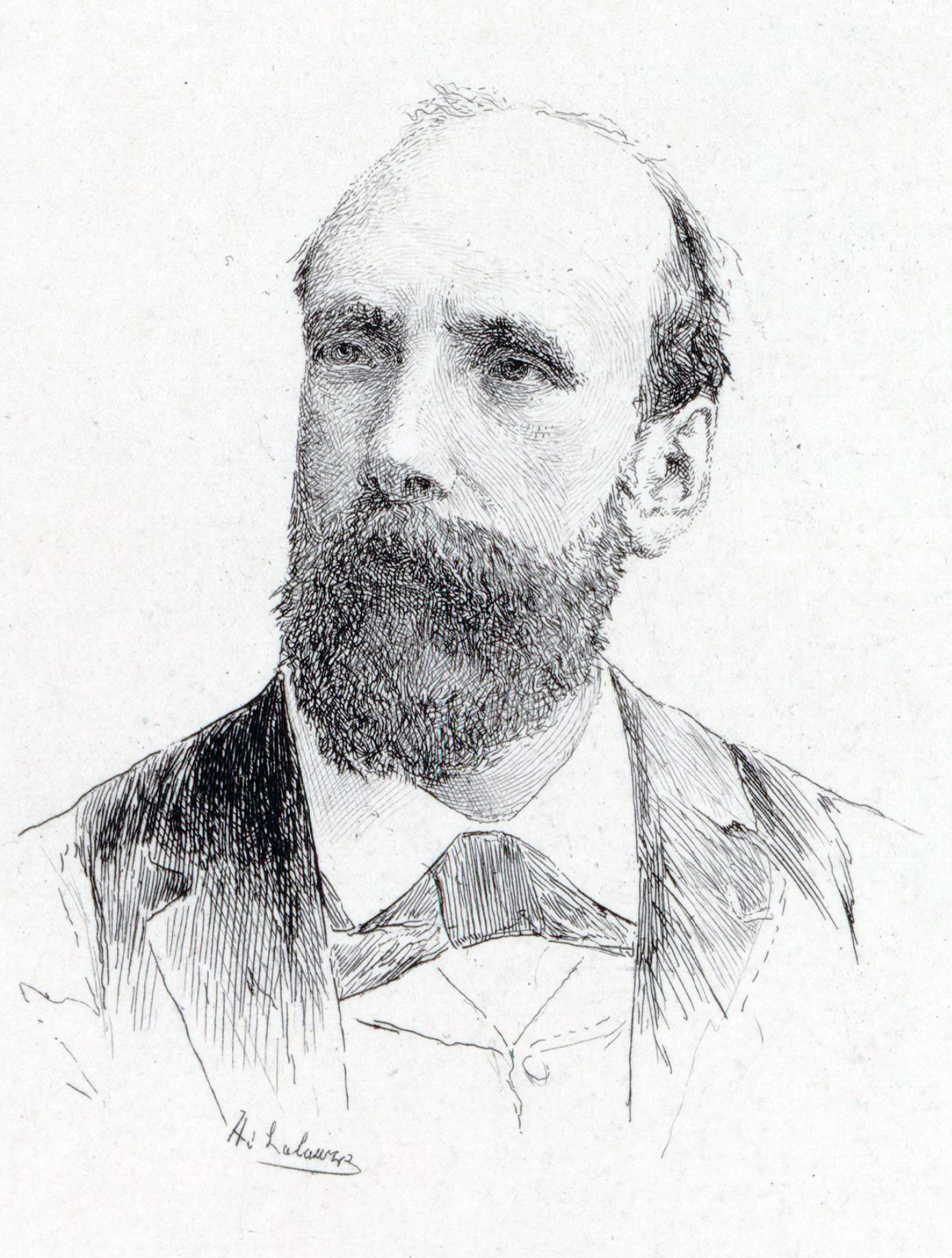
Gaston Salvayre

Gervais Bernard Gaston Salvayre (* 24. Juni 1847 in Toulouse; † 17. Mai 1916 in Ramonville-Saint-Agne) war ein französischer Komponist.
Salvayre hatte ersten Musikunterricht in der Kantorei der Kathedrale Saint-Étienne seiner Geburtsstadt. Er studierte zunächst am Konservatorium von Toulouse bei Paul Mériel, später am Conservatoire de Paris bei Ambroise Thomas. 1872 gewann er mit der Kantate Calypso den Premier Grand Prix de Rome.
Während des mit dem Preis verbundenen Romaufenthaltes komponierte er ein Stabat Mater, 1877 folgte die Uraufführung seiner ersten Oper Le Bravo am Pariser Théâtre-Lyrique. Es folgten weitere kirchenmusikalische Werke, Opern und Ballette. Daneben war Salvayre als Musikkritiker, als Chor- und Orchesterleiter aktiv und angesehen als Organist und Pianist.

## Werke
- Les Amours du diable, Ballett nach der Oper von Albert Grisar, Uraufführung 1874
- Le Bravo, Oper (Libretto: Émile Blavet), UA 1877
- Le Fandango, Ballett (Henri Meilhac/Ludovic Halévy), UA 1877
- Symphonie biblique, 1882
- Riccardo III, Oper (Libretto: Ludovic Halévy), UA 1883 in Sankt Petersburg
- Egmont, Drame lyrique (Libretto von Albert Wolff/Albert Millaud nach Goethe), UA 1886
- La Dame de Monsoreau, Oper (Libretto: Auguste Maquet), UA 1888
- La Fontaine des fées, Ballett nach Jean Bernac, UA 1899
- L'Odalisque, Ballett, UA 1905
- Solange, komische Oper (Libretto: Adolphe Aderer), UA 1909
- Sainte Geneviève, Fresque musicale, UA 1919 in Monte Carlo